# Завальнюк, Сергей Александрович
Сергей Александрович Завальнюк (28 июля 1962 года, Львов, Львовская область, Украинская ССР) — советский и узбекистанский футболист, ныне тренер.

## Биография
Начинал свою карьеру в коллективах физкультуры Украинской ССР, а на уровне команд мастеров — чернигоской «Десне». С 1987 по 1996 год Завальнюк выступал за клуб «Нефтчи» (Фергана). Все это время он являлся одним из лидеров команды. Вместе с командой футболист несколько раз выигрывал чемпионат Узбекистана.
Сыграл один матч за сборную Узбекистана — 17 июня 1992 года против Таджикистана.
В 1993 году играл в малайзийском клубе «Перак».
После окончания карьеры Сергей Завальнюк начал свою тренерскую карьеру. Он закончил тренерские курсы в Ташкенте, после чего входил в тренерский штаб «Нефтчи». В 2002 году специалист перебрался в Россию. Там Завальнюк работал тренером в «Ратмире», а затем, после соединения тверской команды с «Волочанином 89», в «Волочанине-Ратмире». В 2006 году являлся главным тренером тверской «Волги». Позднее он входил входил в тренерский штаб команды.

## Достижения
- Чемпион Узбекистана (3): 1992, 1994, 1995.
- Серебряный призёр чемпионата Узбекистана (1): 1996.
- Обладатель Кубка Узбекистана (2): 1994, 1996.
- Бронзовый призёр Лиги Чемпионов АФК (1): 1994/95.
- Серебряный призёр Кубка Содружества (1): 1994.